# Abakuá
Abakuá ist ein afrokubanischer Geheimbund, welcher seinen Ursprung in bruderschaftlichen Verbänden in der Cross River-Region Nigerias und dem südwestlichen Kamerun hat.

## Geschichte
Er kam um 1820 nach Kuba und fand dort schnell Anhänger unter den schon dort länger ansässigen Schwarzen, hauptsächlich Sklaven, aber auch unter den Mulatten und einigen Weißen. Die Künstlerin Belkis Ayón setzte sich in ihrem Werk intensiv mit der Abakuá-Mythologie auseinander.

## Inhalte
Die verschiedenen Strömungen benutzten alle den Leopard als Symbol der Männlichkeit. Besondere Ausdrucksformen des Tanzes, der Musik und der religiösen Rituale sind Merkmale des Abakuá. Frauen hatten zu diesem Geheimbund keinen Zutritt.